# NGC 7156
NGC 7156 é uma galáxia espiral barrada (SBc) localizada na direcção da constelação de Pegasus. Possui uma declinação de +02° 56' 32" e uma ascensão recta de 21 horas, 54 minutos e 33,5 segundos.
A galáxia NGC 7156 foi descoberta em 8 de Outubro de 1785 por William Herschel.